# Fu Niu Lele

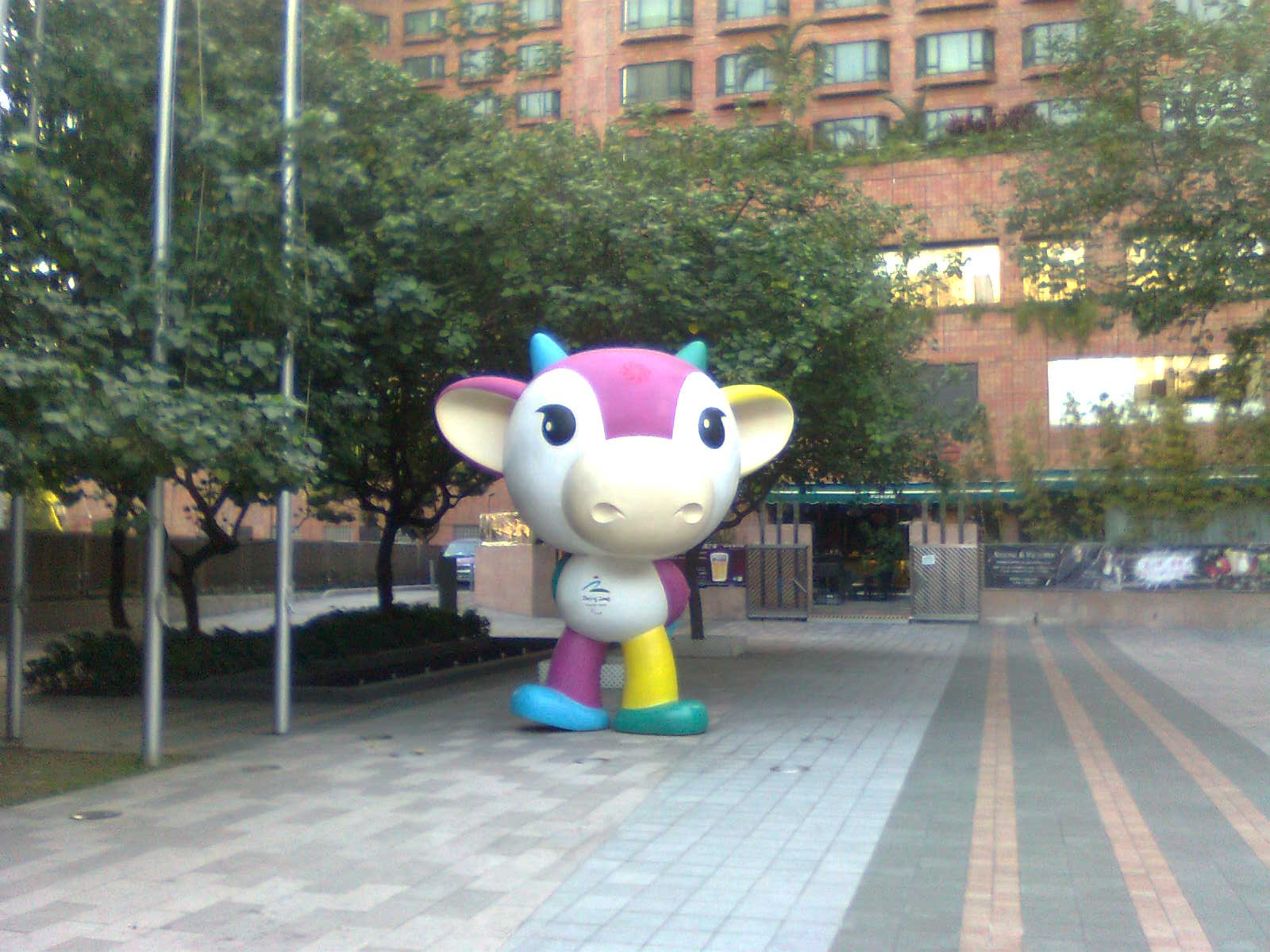
Statue de la mascotte au City Art Square de Hong Kong

Fu Niu Lele (chinois simplifié : 福牛乐乐 ; chinois traditionnel : 福牛樂樂 ; litt. « chanceuse vache heureuse ») est la mascotte des Jeux paralympiques d'été 2008 organisés à Pékin. Le style de la mascotte diffère pour cette olympiade des mascottes olympiques, les Fuwa.
La vache Fu Niu Lele a été choisie après que les 87 propositions de mascottes aient tous été rejetés pour diverses raisons. Trois modèles avaient été discutés par un jury le 30 décembre 2005 : un dauphin de Chine (baiji) et deux personnages de la mythologie traditionnelle chinoise, le Roi Singe et Nezha.
Wu Guanying, designer chinois et professeur de l'Université Tsinghua, qui était chef du jury, décide alors de partir sur une nouvelle proposition et choisi la vache parce que, « ayant grandi dans une ferme, il comprenait que les vaches étaient des créatures douces qui nouaient des liens avec les humains qui prenaient soin d'elles ».
La mascotte adopte les couleurs tirées des dessins et autres cadeaux liés aux festivités traditionnels du Nouvel An chinois.
La mascotte est dévoilée le 6 septembre 2006, deux ans jour pour avant la cérémonie d'ouverture